# Dolors Viñas i Camps
Dolors Viñas i Camps   (Sabadell, 11 de setembre de 1907 - 9 de juliol de 1991) va ser una pedagoga i periodista catalana.

## Biografia
Dolors Viñas va estudiar magisteri en edat madura; quan en va obtenir el títol, el 1957, ja tenia cinquanta anys. Després, amb el seu marit, Josep Taulé, va fundar l'Acadèmia Taulé-Viñas. Aleshores era ja corresponsal de La Vanguardia a Sabadell, tasca que va dur a terme durant vint anys, de 1952 a 1972.
Va ser secretària del Museu de la Ciutat (avui Museu d'Història de Sabadell) i de la Fundació Bosch i Cardellach, a la qual el 1976 va ingressar com a membre numerària. En l'acte formal d'ingrés, que va tenir lloc el 22 de desembre de 1976, va llegir un estudi sobre l'obra literària de l'escriptor sabadellenc Bartomeu Soler (1894-1975). Aquest estudi havia estat el tema de la seva tesina de llicenciatura en Filologia hispànica l'any 1975.
A partir de la seva experiència en l'ensenyament de mecanografia i taquigrafia va publicar Mètode complet de mecanografia (ISBN: 8430750126), el primer mètode de mecanografia editat en català, i Tractat de taquigrafia en català: sistema Boada (ISBN: 844046259X).
Va ser mare del sacerdot i compositor de sardanes Albert Taulé i Viñas.

## Reconeixement
El 1984 va rebre el Premi Mossèn Joan Sanabre pel seu treball «El Dr. Lluís Carreras i Mas en el centenari del seu naixement». L'editorial Publicacions de l'Abadia de Montserrat va editar el treball en forma de llibre el 1985. L'any 1987 l'Ajuntament de Sabadell va concedir-li la Medalla de la Ciutat al Mèrit Pedagògic.
El 28 de juny del 2000 Sabadell va inaugurar una plaça amb el seu nom en el barri de la Creu Alta